# Bully Hayes
William Henry "Bully" Hayes (ur. około roku 1829 w Cleveland, Ohio, zm. w 1877 r.) – pirat grasujący na Pacyfiku w drugiej połowie XIX wieku, uważany za "jednego z ostatnich bukanierów". Swój przydomek "Bully" zyskał dzięki brutalnemu traktowaniu zarówno przeciwników, jak i członków własnej załogi, jakkolwiek wobec osób postronnych a wpływowych oraz kobiet potrafił być ujmujący i szarmancki.
Karierę rozpoczął jako zwykły marynarz na Wielkich Jeziorach, ale już w wieku 18 lat zaciągnął się na żaglowiec płynący z Nowego Jorku do San Francisco. W Kalifornii rozpoczynała się właśnie słynna "gorączka złota", więc Hayes - jeden z nielicznych, którzy nie zeszli z pokładu, robił na statku zadziwiająco szybką karierę. W ciągu dwóch lat został bosmanem, a następnie trzecim oficerem, chociaż nie ukończył żadnej szkoły morskiej. Na początku lat 50. był już pierwszym oficerem na brygu Canton wożącym osadników z Nowego Jorku do Australii.

## Pirat
Po kolejnym rejsie do Sydney i Hobart okazało się, że nie ma ładunku na drogę powrotną do San Francisco, więc armator postanowił statek sprzedać, ale Hayes zaproponował, by wyjść z Hobart pod balastem i poszukać ładunku gdzie indziej. W ten sposób Canton zawinął na Guam z pokładu zszedł dotychczasowy kapitan, a statek pożeglował do Singapuru, gdzie został sprzedany przez "kapitana" Hayesa, po czym ponownie korzystnie odkupiony i przemianowany na C.W. Bradley Jr. od nazwiska miejscowego konsula USA. Korzystając z zaufania, jakim cieszyła się amerykańska bandera, Hayes ogłosił rejs do Batawii. Miejscowi kupcy szybko zapełnili ładownie towarami, które zostały szybko dostarczone na miejsce i sprzedane, ale pieniądze nigdy nie trafiły do kieszeni deponentów.
Jego kolejne oszustwo opisane zostało 31 sierpnia 1859 roku w ukazującym się w San Francisco dzienniku Bulletin. Przebieg i sposób dokonania oszustwa był identyczny jak w Singapurze, doszły jednak dodatkowe elementy - bryg Ellenita został przez Hayesa kupiony za pomocą fałszywego czeku, a jego niedawno poślubiona małżonka znalazła się niespodziewanie bez środków do życia.
Kobiety były - obok pieniędzy - drugą pasją życiową Bully’ego. Legalnie zaślubionych żon miał prawdopodobnie sześć, a nadto po kilka kochanek w każdym porcie, do jakiego zawijał. Na Guam miał do dyspozycji cały harem. Wysoki, przystojny, nienagannie ubrany Hayes niezmiennie podobał się kobietom. Mówił głębokim barytonem, dobrze śpiewał.
Podobnie jak kobiety, często zmieniał statki, na jakich pływał. Po stracie Ellenity znalazł się w Australii, gdzie znalazł kolejna narzeczoną, a od przyszłego teścia w prezencie 300-tonowy bark Launceston, który po jednym zaledwie rejsie przepadł bez śladu, a Hayes pojawił się w kwietniu 1864 r. w Auckland na pokładzie szkunera Black Diamond. Najgorszą sławą cieszył się jego kolejny bryg Rona, służący Bully’emu do porywania i sprzedawania w niewolę mieszkańców niewielkich atoli
Na swym ulubionym statku Leonora, prowadził liczne (i nie zawsze udane) operacje handlowe w Oceanii specjalizując się w sprzedaży rumu i broni wyspiarzom, nie stronił jednak od filibustierki, czyli piractwa, w którym to procederze konkurował z okrutnym Benem Peasem.
Leonora uległa rozbiciu w roku 1874 na rafach wyspy Kosrae, w związku z czym Hayes musiał spędzić na wyspie (w wiosce Utwe) blisko rok, dając się mocno we znaki mieszkańcom. I tym razem jednak - jak we wszystkich poprzednich przypadkach - uniknął kary. Wpadł dopiero w kwietniu 1875 roku, gdy dokonał próby wywiezienia z hiszpańskiej wówczas wyspy Guam osadzonych tam przestępców. Bully został aresztowany, zamknięty w więzieniu, a następnie przewieziony do Manili, gdzie sąd skazał go na rok ciężkich robót. Hayes wybrnął z tego ogłaszając przejście na katolicyzm, czym zdobył sobie wielką popularność i zwolnienie z odbycia kary. Właśnie w Manili spotkał go słynny żeglarz Joshua Slocum, co zostało odnotowane w jego wspomnieniach.
Ostatni wyczyn Hayesa miał miejsce w 1876 roku. Poznał w San Francisco młode małżeństwo Nataniela i Jenny Moody, właścicieli niewielkiego szkunera Lotus. Szybko roztoczył przed nimi uroki wysp Pacyfiku i możliwości zrobienia majątku. Zaoferował się poprowadzić statek, w którym to celu zwerbował doświadczonego marynarza Charlesa Elsona i Holendra Petera Radecka, znanego jako "Dutch Pete" jako chłopca kabinowego i kuka. Szkuner był gotów do wyjścia w morze 7 października wieczorem, ale tuż przed podniesieniem kotwicy Bully wysłał Moody’ego do zegarmistrza po oddany do naprawy chronometr. Gdy Moody wrócił do portu Lotus znikał właśnie w ciemnościach kierując się na pełne morze.
Rejs przebiegał spokojnie, z czego wynika, że Jenny była w zmowie z Hayesem. Jedynym urozmaiceniem były szykany, jakim poddawał Bully kuka. 1 stycznia 1877 roku Lotus zawinął do Apia na Samoa, skąd ponownie wyszedł w morze 31 marca. W kilka dni później doszło pomiędzy Hayesem a Peterem do starcia po zakropionej alkoholem awanturze. Jak zeznał później Elson, prawdopodobnie "Dutch Pete" zabił starego pirata kilkoma strzałami z rewolweru. Ciało Bully’ego zostało wyrzucone za burtę.

## Bully Hayes w kulturze
Przygody Bully’ego stanowiły kanwę filmu fabularnego z roku 1983 w reżyserii Ferdinanda Fairfaxa Nate and Hayes, w Anglii pod tytułem Savage Islands, gdzie w roli głównej wystąpił znany aktor hollywoodzki Tommy Lee Jones.